# بادقپک یک‌رنگ
بادقپک یک‌رنگ (نام علمی: Aerodramus vanikorensis)، که همچنین به عنوان بادقپک وانیکورو یا بادقپک دشتی شناخته می‌شود، یک بادقپک گروهی و متوسط با دم چنگالی کم‌عمق است. رنگ آن خاکستری مایل به قهوه‌ای تیره است، در روتنه تیره‌تر و زیرتنه تا حدودی کم‌رنگ‌تر، به‌ویژه در چانه و گلو. این گونه از فیلیپین از طریق والاسیا، گینه نو و ملانزی گسترده است. برای حشرات پروازی عمدتاً در جنگل‌های پست و مناطق باز غذا می‌جوید. در غارها لانه می‌سازد، جایی که از حس پژواک خود که در پرندگان نادر است، برای حرکت استفاده می‌کند.